# Enpinanga vigens
Enpinanga vigens là một loài bướm đêm thuộc họ Sphingidae. Loài này có ở miền nam Thái Lan, Malaysia (Peninsular, Sarawak), Indonesia (Sumatra, Java, Kalimantan) và Philippines.